# Famille Clérel de Tocqueville
 (mars 2025).
La famille Clérel de Tocqueville est une famille subsistante de la noblesse française, originaire de Normandie.
Elle a été illustrée par le célèbre écrivain Alexis de Tocqueville.

## Histoire
La famille Clérel de Tocqueville est une famille d'ancienne extraction (1425), originaire de Normandie.

## Personnalités
- Hervé Clérel de Tocqueville (1772-1856), membre de la Garde constitutionnelle du Roi Louis XVI, préfet et Pair de France ;
  - Hippolyte Clérel de Tocqueville (1797-1877), député de la Manche puis sénateur inamovible, maire de Nacqueville et conseiller général de la Manche ;
  - Édouard Clérel de Tocqueville (1803-1874)[2], militaire, maire de Baugy et conseiller général de l'Oise ;
    - Bernard Clérel de Tocqueville (1832-1864) ;
      - Christian Clérel de Tocqueville (1862-1924), châtelain de Tocqueville, maire de Tocqueville (1899-1908 et 1912-1924) ;
        - René Clérel de Tocqueville (1899-1989), châtelain de Carneville, maire de Tocqueville (1924-1945) puis de Carneville (1947 à 1977), époux de Marie de Gargan (1902-1989), soeur de la maréchale Leclerc de Hauteclocque ;

    - René Clérel de Tocqueville (1834-1917), colonel, maire de Tourlaville, conseiller général et député de la Manche ;

  - Alexis de Tocqueville (1805-1859), philosophe, député de la Manche, président du Conseil général de la Manche, ministre des Affaires étrangères et membre de l'Académie française ;

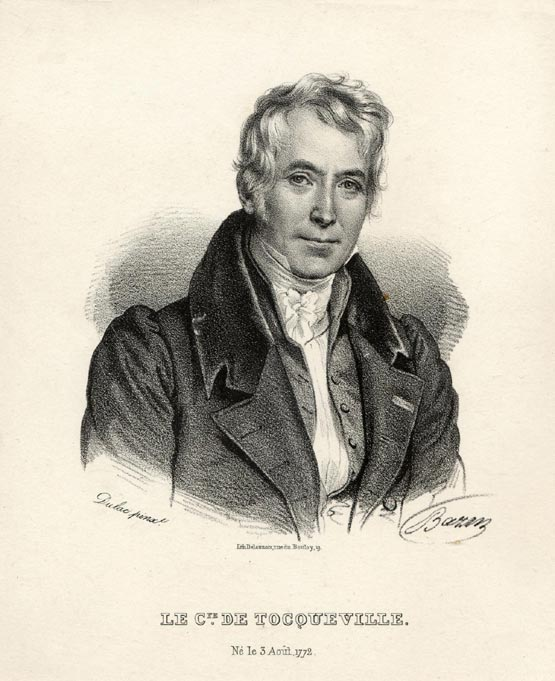
Hervé de Tocqueville.
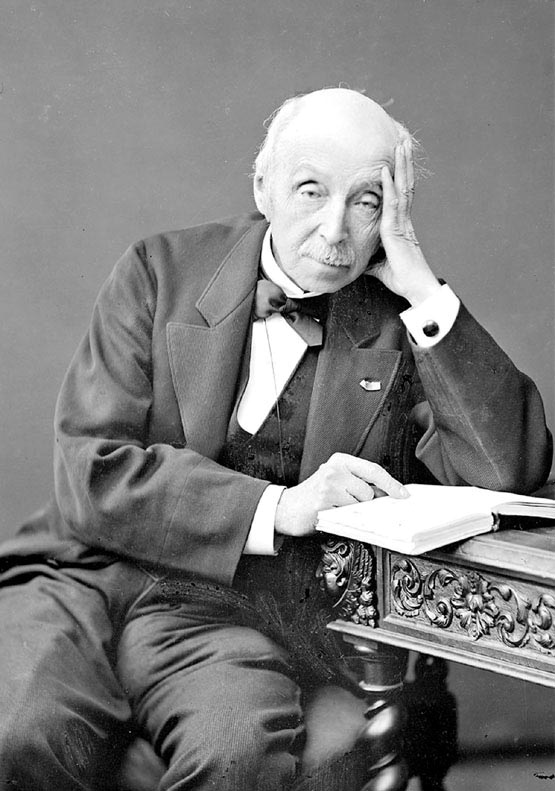
Hippolyte de Tocqueville
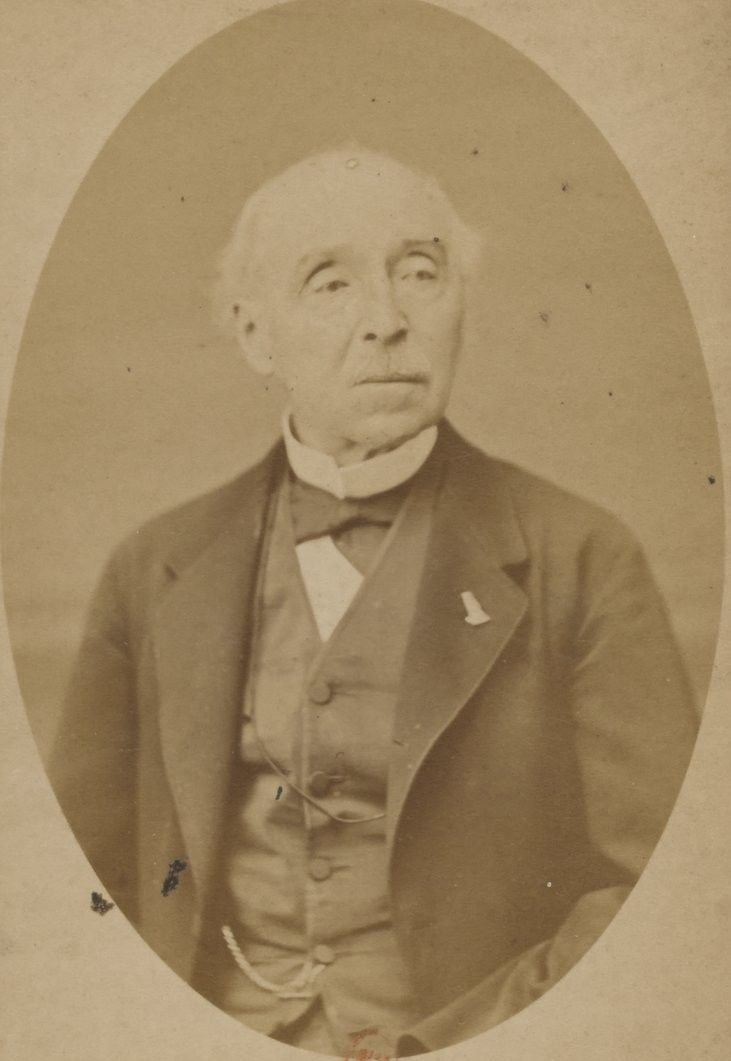
René Clérel de Tocqueville
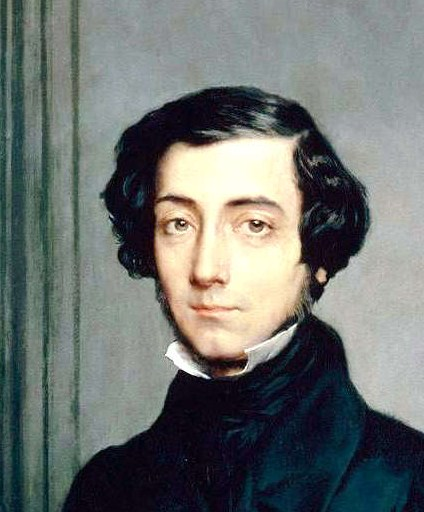
Alexis de Tocqueville

## Alliances
Les principales alliances de la famille Clérel sont : de Percy, de Bray, de Bragelongne, Le Roux d'Esneval, de Faudoas, de Damas de Crux, Le Peletier de Rosanbo (1793), de La Bourdonnaye-Blossac, de Blic, de Roquefeuil (1884), de Goujon de Thuisy, Bérard de Chazelles, de Chastenet de Puységur (1894), de Gargan (1926), d'Harcourt (1932), d'Albon (1942), Le Boucher d'Hérouville (1957), de Laître (1957), de Lalaing.